# Xinxiang
Xinxiang (en chino, 新乡; pinyin, Xīnxiāng)  es una ciudad-prefectura en la provincia de Henan, en la República Popular China. Su área es de 8290 km² y su población total para 2010 superó los 5,7 millones de habitantes. 

## Administración
La ciudad prefectura de Xinxiang se divide en 12 localidades que se administran en 4 distritos urbanos, 2 ciudades suburbanas y 6 condados rurales.
- Distrito Weibin  (卫滨区)
- Distrito Hongqi (红旗区)
- Distrito Muye (牧野区)
- Distrito Fengquan (凤泉区)
- Ciudad Huixian (辉县市)
- Ciudad Weihui (卫辉市)
- Condado Xinxiang (新乡县)
- Condado Huojia (获嘉县)
- Condado Yuanyang (原阳县)
- Condado Yanjin (延津县)
- Condado Fengqiu (封丘县)
- Condado Changyuan (长垣县)

## Toponimia
El topónimo Xinxiang se compone de los sinogramas Xin (nuevo) y Xiang (villa). 
El nombre provino de "Xinzhong Xiang" (新中乡), una localidad ubicada en el antiguo Condado Ji (汲县). En el año 586 durante la dinastía Sui, 
con partes de los condados Ji y Huojia se formó un nuevo condado, para dar nombre, se eliminó el carácter "zhōng" (中) de "Xinzhong Xiang", quedando como "Xinxiang" (新乡).
Al elevarse a ciudad-prefectura en 1983, se conservó el nombre histórico del condado rural de Xinxiang, mientras la zona urbana se administró en distritos.

## Geografía
El municipio nivel prefectura de Xinxiang (新乡市, Xīnxiāng Shì) tiene una superficie de 8.169 km², cuenta con una población de 5 505 000 habitantes y limita con el municipio de la capital provincial de Zhengzhou al suroeste, Kaifeng al sureste, Hebi y Anyang al norte, Jiaozou al oeste, y las provincias de Shanxi y Shandong al noroeste y al este, respectivamente.  El distrito municipal tiene una superficie de 422 km² y una población urbana de 724 424 habitantes.

## Clima
Xinxiang tiene un clima monzónico continental templado cálido con cuatro estaciones bien diferenciadas, inviernos fríos y veranos calurosos, otoños frescos y primaveras templadas. La temperatura media anual de la ciudad es de 14 °C. Julio es el mes más caluroso, con un promedio de 27,3 °C; enero es el mes más frío, con un promedio de 0,2 °C. La temperatura mínima extrema es de -19,2 °C y la temperatura máxima extrema es de 42 °C. La precipitación media anual es de 573,4 mm. 
La distribución estacional de la precipitación es extremadamente desigual, con la mayor parte de la precipitación ocurriendo en julio y agosto. El primer día de heladas suele ocurrir a finales de octubre, y el último día de heladas suele ocurrir a principios de abril. El período medio anual sin heladas es de 205 días, y el tiempo de sol anual es de aproximadamente 2400 horas.
| Parámetros climáticos promedio de Xinxiang (1991–2020 normales, extremas 1981–2010) | Parámetros climáticos promedio de Xinxiang (1991–2020 normales, extremas 1981–2010) | Parámetros climáticos promedio de Xinxiang (1991–2020 normales, extremas 1981–2010) | Parámetros climáticos promedio de Xinxiang (1991–2020 normales, extremas 1981–2010) | Parámetros climáticos promedio de Xinxiang (1991–2020 normales, extremas 1981–2010) | Parámetros climáticos promedio de Xinxiang (1991–2020 normales, extremas 1981–2010) | Parámetros climáticos promedio de Xinxiang (1991–2020 normales, extremas 1981–2010) | Parámetros climáticos promedio de Xinxiang (1991–2020 normales, extremas 1981–2010) | Parámetros climáticos promedio de Xinxiang (1991–2020 normales, extremas 1981–2010) | Parámetros climáticos promedio de Xinxiang (1991–2020 normales, extremas 1981–2010) | Parámetros climáticos promedio de Xinxiang (1991–2020 normales, extremas 1981–2010) | Parámetros climáticos promedio de Xinxiang (1991–2020 normales, extremas 1981–2010) | Parámetros climáticos promedio de Xinxiang (1991–2020 normales, extremas 1981–2010) | Parámetros climáticos promedio de Xinxiang (1991–2020 normales, extremas 1981–2010) |
| Mes                                                                                 | Ene.                                                                                | Feb.                                                                                | Mar.                                                                                | Abr.                                                                                | May.                                                                                | Jun.                                                                                | Jul.                                                                                | Ago.                                                                                | Sep.                                                                                | Oct.                                                                                | Nov.                                                                                | Dic.                                                                                | Anual                                                                               |
| ----------------------------------------------------------------------------------- | ----------------------------------------------------------------------------------- | ----------------------------------------------------------------------------------- | ----------------------------------------------------------------------------------- | ----------------------------------------------------------------------------------- | ----------------------------------------------------------------------------------- | ----------------------------------------------------------------------------------- | ----------------------------------------------------------------------------------- | ----------------------------------------------------------------------------------- | ----------------------------------------------------------------------------------- | ----------------------------------------------------------------------------------- | ----------------------------------------------------------------------------------- | ----------------------------------------------------------------------------------- | ----------------------------------------------------------------------------------- |
| Temp. máx. abs. (°C)                                                                | 18.9                                                                                | 24.8                                                                                | 29.0                                                                                | 36.1                                                                                | 38.0                                                                                | 40.9                                                                                | 40.5                                                                                | 37.7                                                                                | 36.8                                                                                | 34.3                                                                                | 27.7                                                                                | 23.9                                                                                | '                                                                                   |
| Temp. máx. media (°C)                                                               | 5.5                                                                                 | 9.6                                                                                 | 15.5                                                                                | 22.1                                                                                | 27.4                                                                                | 32.1                                                                                | 32.1                                                                                | 30.8                                                                                | 27.0                                                                                | 21.6                                                                                | 13.8                                                                                | 7.4                                                                                 | 20.4                                                                                |
| Temp. media (°C)                                                                    | 0.3                                                                                 | 3.9                                                                                 | 9.9                                                                                 | 16.3                                                                                | 21.9                                                                                | 26.5                                                                                | 27.6                                                                                | 26.3                                                                                | 21.8                                                                                | 15.8                                                                                | 8.2                                                                                 | 2.2                                                                                 | 15.1                                                                                |
| Temp. mín. media (°C)                                                               | -3.7                                                                                | -0.6                                                                                | 4.8                                                                                 | 10.8                                                                                | 16.5                                                                                | 21.1                                                                                | 23.7                                                                                | 22.6                                                                                | 17.5                                                                                | 11.1                                                                                | 3.8                                                                                 | -1.9                                                                                | 10.5                                                                                |
| Temp. mín. abs. (°C)                                                                | -13.9                                                                               | -16.0                                                                               | -6.2                                                                                | -0.7                                                                                | 7.6                                                                                 | 12.4                                                                                | 17.2                                                                                | 13.5                                                                                | 7.5                                                                                 | -0.9                                                                                | -12.8                                                                               | -11.5                                                                               | '                                                                                   |
| Precipitación total (mm)                                                            | 5.6                                                                                 | 8.8                                                                                 | 14.1                                                                                | 31.1                                                                                | 42.6                                                                                | 66.4                                                                                | 163.5                                                                               | 120.2                                                                               | 62.2                                                                                | 29.1                                                                                | 20.0                                                                                | 4.7                                                                                 | 568.3                                                                               |
| Días de precipitaciones (≥ 0.1 mm)                                                  | 2.6                                                                                 | 3.7                                                                                 | 3.9                                                                                 | 5.1                                                                                 | 6.5                                                                                 | 7.6                                                                                 | 11.1                                                                                | 10.1                                                                                | 7.5                                                                                 | 5.8                                                                                 | 4.5                                                                                 | 2.3                                                                                 | 70.7                                                                                |
| Días de nevadas (≥ 1 mm)                                                            | 3.3                                                                                 | 3.1                                                                                 | 1.1                                                                                 | 0.2                                                                                 | 0                                                                                   | 0                                                                                   | 0                                                                                   | 0                                                                                   | 0                                                                                   | 0                                                                                   | 1.2                                                                                 | 2.1                                                                                 | 11                                                                                  |
| Horas de sol                                                                        | 116.5                                                                               | 138.4                                                                               | 182.4                                                                               | 211.2                                                                               | 234.2                                                                               | 210.6                                                                               | 182.2                                                                               | 184.5                                                                               | 166.7                                                                               | 162.5                                                                               | 140.5                                                                               | 129.2                                                                               | 2058.9                                                                              |
| Humedad relativa (%)                                                                | 59                                                                                  | 57                                                                                  | 55                                                                                  | 59                                                                                  | 60                                                                                  | 61                                                                                  | 76                                                                                  | 78                                                                                  | 73                                                                                  | 68                                                                                  | 67                                                                                  | 61                                                                                  | 64.5                                                                                |
| Fuente: Administración Meteorológica de China                                       |                                                                                     |                                                                                     |                                                                                     |                                                                                     |                                                                                     |                                                                                     |                                                                                     |                                                                                     |                                                                                     |                                                                                     |                                                                                     |                                                                                     |                                                                                     |